# Abbondanzio (nome)
Abbondanzio  è un nome proprio di persona italiano maschile.

## Varianti
- Maschili: Abbondazio[3]
- Femminili: Abbondanzia[2][3], Abbondazia[3]

### Varianti in altre lingue
- Latino: Abundantius[1]
- Polacco: Abundancjusz
- Russo: Абонданций (Abondancij)

## Origine e diffusione
Deriva dal nome augurale latino Abundantius, basato sul termine abundans, cioè "abbondante" (la stessa radice da cui derivano anche Abbondio e Abbondanza).
Diffusosi anticamente in ambienti cristiani per il suo significato, ricondotto all'abbondanza di virtù cristiane e grazia divina, è ormai raro, tipico a Cislago in Lombardia, di cui è patrono sant'Abbondanzio, un martire delle catacombe o corpo santo.

## Onomastico
L'onomastico viene festeggiato il 1º marzo in ricordo di sant'Abbondanzio, martire con altri compagni in Africa, oppure il 16 settembre in memoria di un altro sant'Abbondanzio, diacono e martire a Roma con santi Abbondio, Marciano e Giovanni.

## Persone
- Abbondanzio, vescovo di Trento
- Abbondanzio Pagani, calciatore italiano